# Сабан, Фиа
София Элисон М. «Фиа» Борем Сабан (англ. Sophia Alison M. "Phia" Boreham Saban, род. 19 сентября 1998 года, Лондон, Англия) — британская актриса. Получила известность благодаря роли Эльфвины в сериале «Последнее королевство» (2015—2022) и Хелейны Таргариен в сериале «Дом Дракона» (2022).

## Биография
Сабан родилась в районе Хакни, Ист-Энд в семье Марка Сабана и Пенелопы «Пенни» Борем. В возрасте 5-6 лет семья переехала в Оксфорд, где она и её младший брат Габриэль посещали колледж д'Овербрук. Сабан продолжила обучение в Гилдхоллской школе музыки и театра, которую окончила в 2020 году.

## Фильмография
| Год  | Название              | Роль              | Примечания                          |
| ---- | --------------------- | ----------------- | ----------------------------------- |
| 2020 | Кристабель            | Белла             | Сериал BBC Radio 3                  |
| 2020 | Последнее королевство | Эльфвина          | Главная роль (сезон 5), 10 эпизодов |
| 2022 | Дом Дракона           | Хелейна Таргариен | Главная роль                        |